# Susanne Hauser (Kulturwissenschaftlerin)
Susanne Hauser (* 1957 in Mönchengladbach) ist eine deutsche Kulturwissenschaftlerin mit dem Forschungsschwerpunkt Architekturtheorie sowie Geschichte und Theorie von Stadt und Landschaft. Sie ist Professorin an der Universität der Künste Berlin. Dort lehrt sie Kunst- und Kulturgeschichte am Studiengang Architektur und ist Leiterin des Instituts für Geschichte und Theorie der Gestaltung.

## Leben
Hauser studierte Geschichte, Linguistik, Philosophie, Germanistik und Kunstgeschichte in Bonn, Freiburg und Berlin. In den Jahren 1983 bis 1988 war sie wissenschaftliche Mitarbeiterin an der TU Berlin bei der Arbeitsstelle für Semiotik. 1989 wurde sie an der TU Berlin promoviert und ihre Promotionsschrift „Der Blick auf die Stadt. Semiotische Untersuchungen zur literarischen Wahrnehmung bis 1910“ ein Jahr später in Berlin veröffentlicht.
In den Jahren 1988 bis 1995 war sie als Organisationsberaterin tätig, 1995/96 Fellow am Wissenschaftskolleg zu Berlin, danach von 1996 bis 1999 Habilitationsstipendiatin der Deutschen Forschungsgemeinschaft (DFG). Forschungsaufenthalte in den Washington D.C. und in Paris im Jahr 1999 sowie Lehrtätigkeit in Berlin, Innsbruck und Stockholm folgten. Hausers Habilitationsschrift „Metamorphosen des Abfalls“ wurde im Jahr 2001 in Frankfurt/New York veröffentlicht und ist eine Forschungsarbeit zu Entwürfen zur Umgestaltung von Industriebrachen in Westeuropa.
Als Gastprofessorin für Landschaftsästhetik lehrte sie in den Jahren 2000 bis 2003 an der Universität Kassel. In den Jahren 2003 bis 2005 war sie Professorin an der Fakultät für Architektur der TU Graz und hatte die Leitung des Instituts für Kunst- und Kulturwissenschaften inne. 2005 wurde Hauser als Professorin für Kunst- und Kulturgeschichte an der UdK Berlin berufen und leitet dort das Instituts für Geschichte und Theorie der Gestaltung. Darüber hinaus ist sie Teil der Leitung und des Kollegiums der DFG-Graduiertenkollegien „Identität und Erbe“ und „Das Wissen der Künste“.

## Veröffentlichungen (Auswahl)

### Herausgeberschaften
- Susanne Hauser / Julia Weber (Hg.): Architektur in transdisziplinärer Perspektive. Von Philosophie bis Tanz. Aktuelle Zugänge und Positionen. Bielefeld: transcript Verlag 2015.
- Susanne Hauser / Christa Kamleithner / Roland Meyer (Hg.): Architekturwissen. Grundlagentexte aus den Kulturwissenschaften. Band 2: Zur Logistik des sozialen Raumes. Bielefeld: transcript Verlag 2013.
- Susanne Hauser / Christa Kamleithner / Roland Meyer (Hg.): Architekturwissen. Grundlagentexte aus den Kulturwissenschaften. Band 1: Zur Ästhetik des sozialen Raumes. Bielefeld: transcript Verlag 2011.
- Daniel Gethmann / Susanne Hauser (Hg.): Kulturtechnik Entwerfen. Praktiken, Konzepte und Medien in Architektur und Design Science. Bielefeld: transcript Verlag 2009.
- Claus Dreyer / Susanne Hauser (Hg.): Das Konkrete und die Architektur. Themenheft der Zeitschrift Wolkenkuckucksheim. Internationale Zeitschrift zur Theorie der Architektur, 14. Jahrgang, 1/2009.
- Claus Dreyer / Eduard Führ / Susanne Hauser (Hg.): Baukultur, Stadtkultur, Lebenskultur. Zeitschrift Wolkenkuckucksheim, 8. Jahrgang, Heft 2, 2004.
- Brigitte Falkenburg / Susanne Hauser (Hg.): Modelldenken in den Wissenschaften. Themenheft der Zeitschrift Dialektik, Heft 1/1997.
- Susanne Hauser (Hg.): Semiotik und Marxismus. Zeitschrift für Semiotik, 10/1–2, Tübingen 1988.

### Monographien
- Susanne Hauser / Christa Kamleithner: Ästhetik der Agglomeration. Schriftreihe Zwischenstadt, Band 8. Wuppertal: Verlag Müller + Busmann 2006.
- Susanne Hauser: Spielsituationen. Über das Entwerfen von Städten und Häusern, Köln: König 2003.
- Susanne Hauser: Metamorphosen des Abfalls. Konzepte für alte Industrieareale, Frankfurt/Main, New York: Campus, 2001.
- Susanne Hauser: Der Blick auf die Stadt. Semiotische Untersuchungen zur literarischen Wahrnehmung bis 1910. Reihe Historische Anthropologie 12. Berlin: Reimer 1990.

## Mitgliedschaften
- Institut für Geschichte und Theorie der Gestaltung, Fakultät Gestaltung, Universität der Künste Berlin
- DFG-Graduiertenkolleg 2227 „Identität und Erbe“[2]
- DFG-Graduiertenkolleg 1759 „Das Wissen der Künste“[6]
- Beirat der deutschen Gesellschaft für Semiotik
- Deutsche Akademie für Städtebau und Landesplanung (DASL)